# Paroedura manongavato
Paroedura manongavato — вид ящірок з родини геконових (Gekkonidae). Описаний у 2023 році.

## Назва
Назва виду походить від малагасійських слів «manonga» (ma-noon-ga), що означає «лазити», і «vato» (va-too), що означає «скеля», оскільки вид живе на великих гранітних валунах.

## Поширення
Ендемік Мадагаскару. Відомий лише у двох місцях — заповідник Анжа та ліс долини Цараноро на півдні острова.

## Опис
Голотип має довжину тіла 68,3 мм, трикутну голову довжиною 19,9 мм, шириною 15,3 мм і висотою 8,7 мм. Ростральна луска і ніздрі розділені передносовими відділами. Помітно присутні правильні поздовжні ряди спинно-розширеної кілеподібної луски. Хвіст довжиною 49 мм, з дуже колючою та переважно кілеподібною лускою. Дорсальна луска кінцівок має таку ж кілеподібну форму, а пальці мають розширені кінчики з загнутими вниз кігтями та липкими подушечками. Ця ящірка має охристий і світло-коричневий колір фону з контрастними темно-коричневими мітками на тілі. У молодих особин спинка має три широкі світлі поперечні смуги. [1]

## Спосіб життя
Живиться комахами. Полює на світанку або у сутінках.